# 图利奥·巴拉利亚
图利奥·巴拉利亚（義大利語：Tullio Baraglia，1934年7月21日—2017年11月23日），意大利男子赛艇运动员。他曾代表意大利参加1960年和1968年夏季奥林匹克运动会赛艇比赛，共收获一枚银牌和一枚铜牌。